# Saint-Aubin-des-Bois, Eure-et-Loir

Saint-Aubin-des-Bois este o comună în departamentul Eure-et-Loir, Franța. În 1 ianuarie 2022 avea o populație de 1.127 de locuitori.